# Erie BayHawks 2011-2012
La stagione 2011-12 degli Erie BayHawks fu la 4ª nella NBA D-League per la franchigia.
Gli Erie BayHawks arrivarono terzi nella Eastern Conference con un record di 28-22. Nei play-off persero al primo turno con gli Austin Toros (2-1).

## Roster
| N° | Naz.                               | Ruolo | Sportivo         | Anno | Alt. | Peso |
| -- | ---------------------------------- | ----- | ---------------- | ---- | ---- | ---- |
| 4  | Stati Uniti (bandiera)             | GA    | D.J. Kennedy     | 1989 | 198  | 98   |
| 6  | Stati Uniti (bandiera)             | G     | Donald Sloan     | 1988 | 191  | 93   |
| 9  | Stati Uniti (bandiera)             | GA    | Chaz McCrommon   | 1982 | 201  | 91   |
| 9  | Stati Uniti (bandiera)             | G     | Keith McLeod     | 1979 | 188  | 86   |
| 10 | Stati Uniti (bandiera)             | G     | Mike Gerrity     | 1986 | 185  | 86   |
| 10 | Stati Uniti (bandiera)             | G     | Jeremy Green     | 1990 | 193  | 88   |
| 11 | Stati Uniti (bandiera)             | G     | Tyrone Brazelton | 1986 | 183  | 75   |
| 11 | Stati Uniti (bandiera)             | G     | Cory Higgins     | 1989 | 196  | 82   |
| 12 | Stati Uniti (bandiera)             | A     | Tirrell Baines   | 1986 | 198  | 100  |
| 13 | Stati Uniti (bandiera)             | G     | B.J. Jenkins     | 1988 | 183  | 93   |
| 14 | Stati Uniti (bandiera)             | G     | Mike James       | 1975 | 188  | 86   |
| 14 | Stati Uniti (bandiera)             | GA    | Marvin Roberts   | 1987 | 196  | 94   |
| 15 | Stati Uniti (bandiera)             | G     | Kyle Spain       | 1987 | 196  | 95   |
| 17 | Stati Uniti (bandiera)             | G     | Jeremy Lin       | 1988 | 191  | 91   |
| 17 | Stati Uniti (bandiera)             | G     | Loren Stokes     | 1983 | 191  | 79   |
| 21 | Stati Uniti (bandiera)             | C     | Chris Daniels    | 1984 | 213  | 120  |
| 21 | Stati Uniti (bandiera)             | A     | Joey Graham      | 1982 | 201  | 104  |
| 22 | Stati Uniti (bandiera)             | G     | Devin Green      | 1982 | 201  | 98   |
| 23 | Stati Uniti (bandiera)             | G     | Devin Brown      | 1978 | 196  | 95   |
| 23 | Stati Uniti (bandiera)             | AC    | Sharrod Ford     | 1982 | 206  | 102  |
| 23 | Isole Vergini Americane (bandiera) | A     | Greg Washington  | 1987 | 211  | 93   |
| 24 | Stati Uniti (bandiera)             | A     | Mychel Thompson  | 1988 | 201  | 98   |
| 32 | Stati Uniti (bandiera)             | A     | Kyle Goldcamp    | 1986 | 208  | 113  |
| 33 | Stati Uniti (bandiera)             | A     | Dominic Calegari | 1987 | 208  | 109  |
| 34 | Stati Uniti (bandiera)             | A     | Marvin Phillips  | 1983 | 201  | 107  |
| 42 | Stati Uniti (bandiera)             | AC    | Jeff Graves      | 1981 | 206  | 125  |
| 44 | Giamaica (bandiera)                | C     | Jerome Jordan    | 1986 | 213  | 109  |

## Staff tecnico
- Allenatore: Jay Larrañaga
- Vice-allenatore: Ben McDonald
- Preparatore atletico: Kyle Creasy